# Ángelo Balanta
Ángelo Balanta (Cali, Colombia; 1 de julio de 1990) es un futbolista colombiano nacionalizado inglés. Juega de delantero y su equipo actual es el Boreham Wood de la National League (División).

## Trayectoria

### Queens Park Rangers
Nacido en Cali, Colombia, Balanta se trasladó a Inglaterra. Balanta estuvo en la cantera del Queens Park Rangers antes de ser promovido al primer equipo en 2007. Firmó su primer contrato profesional con el QPR en enero de 2008, que lo mantendría en el club hasta 2010 y se le dio la camiseta número 36.
Hizo su debut en el primer equipo, en sustitución de Ben Sahar, contra el Crystal Palace el 4 de diciembre de 2007. Hizo su primera aparición como titular contra el Watford FC el 29 de diciembre de 2007. El 5 de enero de 2008, hizo su debut en la FA Cup contra el Chelsea. El 23 de febrero de 2008, Balanta anotó su primer gol contra el Sheffield United en Loftus Road.
A comienzo de la temporada 2008-09, el nuevo director Iain Dowie entregó Balanta la camisa número 19 y le dio la titularidad en la Copa de la Liga de Inglaterra. El 13 de noviembre de 2008, Balanta se trasladó en calidad de préstamo a la Football League Two con el Wycombe Wanderers por tres meses. 

### Milton Keynes Dons FC
En junio de 2010, Balanta se trasladó en calidad de préstamo al Milton Keynes Dons FC para toda la temporada 2010-11.
En enero de 2012 vuelve al Queens Park Rangers tras finalizar la cesión, pero nuevamente es cedido al Milton Keynes Dons para jugar la temporada 2012/13 luego de no haber jugado ni un solo minuto con el QPR en lo que quedaba de la temporada 2011/12.

### Carlisle United FC
Para mitad del 2015 llega al Carlisle United FC de la Football League One. Su debut sería el 25 de agosto en la segunda ronda de la Capital One Cup enfrentando a su exequipo QPR en la victoria 2 a 1 clasificando y jugando todo el partido.

### Boreham Wood FC
El 28 de julio de 2016, Balanta se unió al Boreham Wood de la National League.

### Dagenham & Redbridge
El 22 de octubre de 2018 fichó por el Dagenham & Redbridge de la National League, el precio del fichaje no fue revelado.

## Clubes
| Club                 | País       | Temporadas    |
| -------------------- | ---------- | ------------- |
| Queens Park Rangers  | Inglaterra | 2007 - 2008   |
| Wycombe Wanderers    | Inglaterra | 2009          |
| Queens Park Rangers  | Inglaterra | 2009 - 2010   |
| Milton Keynes Dons   | Inglaterra | 2010 - 2013   |
| Yeovil Town FC       | Inglaterra | 2013          |
| Bristol Rovers FC    | Inglaterra | 2014 - 2015   |
| Carlisle United FC   | Inglaterra | 2015 - 2016   |
| Boreham Wood FC      | Inglaterra | 2016-2018     |
| Dagenham & Redbridge | Inglaterra | 2018-2023     |
| Boreham Wood         | Inglaterra | 2023-presente |

## Estadísticas
| Club                            | Temporada           | Liga  | Liga  | Copa Nacional | Copa Nacional | Copa Internacional | Copa Internacional | Total | Total |
| Club                            | Temporada           | Part. | Goles | Part.         | Goles         | Part.              | Goles              | Part. | Goles |
| ------------------------------- | ------------------- | ----- | ----- | ------------- | ------------- | ------------------ | ------------------ | ----- | ----- |
| Queens Park Rangers Inglaterra  | 2007-08             | 11    | 1     | 0             | 0             | -                  | -                  | 11    | 1     |
| Queens Park Rangers Inglaterra  | 2008-09             | 4     | 1     | 0             | 0             | -                  | -                  | 4     | 1     |
| Queens Park Rangers Inglaterra  | Total               | 15    | 2     | 0             | 0             | 0                  | 0                  | 15    | 2     |
| Wycombe Wanderers Inglaterra    | 2008-09             | 11    | 3     | 0             | 0             | -                  | -                  | 11    | 3     |
| Wycombe Wanderers Inglaterra    | Total               | 11    | 3     | 0             | 0             | 0                  | 0                  | 11    | 3     |
| Queens Park Rangers Inglaterra  | 2008-09             | 6     | 1     | 0             | 0             | -                  | -                  | 6     | 1     |
| Queens Park Rangers Inglaterra  | 2009-10             | 4     | 0     | 0             | 0             | -                  | -                  | 4     | 0     |
| Queens Park Rangers Inglaterra  | Total               | 10    | 1     | 0             | 0             | 0                  | 0                  | 10    | 1     |
| Milton Keynes Dons Inglaterra   | 2010-11             | 20    | 7     | 5             | 0             | -                  | -                  | 25    | 7     |
| Milton Keynes Dons Inglaterra   | 2011-12             | 19    | 3     | 4             | 1             | -                  | -                  | 23    | 4     |
| Milton Keynes Dons Inglaterra   | 2012-13             | 12    | 1     | 1             | 0             | -                  | -                  | 13    | 1     |
| Milton Keynes Dons Inglaterra   | Total               | 51    | 11    | 10            | 1             | 0                  | 0                  | 61    | 12    |
| Yeovil Town Inglaterra          | 2012-13             | 7     | 0     | 0             | 0             | -                  | -                  | 7     | 0     |
| Yeovil Town Inglaterra          | Total               | 7     | 0     | 0             | 0             | 0                  | 0                  | 7     | 0     |
| Bristol Rovers Inglaterra       | 2014-15             | 18    | 1     | 1             | 0             | -                  | -                  | 19    | 1     |
| Bristol Rovers Inglaterra       | Total               | 18    | 1     | 1             | 0             | 0                  | 0                  | 19    | 1     |
| Carlisle United Inglaterra      | 2015-16             | 7     | 1     | 3             | 0             | -                  | -                  | 10    | 1     |
| Carlisle United Inglaterra      | Total               | 7     | 1     | 3             | 0             | 0                  | 0                  | 10    | 1     |
| Boreham Wood FC Inglaterra      | 2016-17             | 42    | 6     | 8             | 4             | -                  | -                  | 50    | 10    |
| Boreham Wood FC Inglaterra      | 2017-18             | 32    | 10    | 10            | 1             | -                  | -                  | 42    | 11    |
| Boreham Wood FC Inglaterra      | 2018-19             | 11    | 3     | 1             | 0             | -                  | -                  | 12    | 3     |
| Boreham Wood FC Inglaterra      | Total               | 85    | 19    | 19            | 5             | 0                  | 0                  | 104   | 24    |
| Dagenham & Redbridge Inglaterra | 2018-19             | 23    | 6     | 3             | 1             | -                  | -                  | 26    | 7     |
| Dagenham & Redbridge Inglaterra | 2019-20             | 22    | 8     | 1             | 0             | -                  | -                  | 23    | 8     |
| Dagenham & Redbridge Inglaterra | 2020-21             | 35    | 12    | 5             | 1             | -                  | -                  | 40    | 13    |
| Dagenham & Redbridge Inglaterra | Total               | 80    | 26    | 9             | 2             | 0                  | 0                  | 89    | 28    |
| Total en su carrera             | Total en su carrera | 284   | 64    | 42            | 8             | 0                  | 0                  | 326   | 72    |